# لقلق السهم

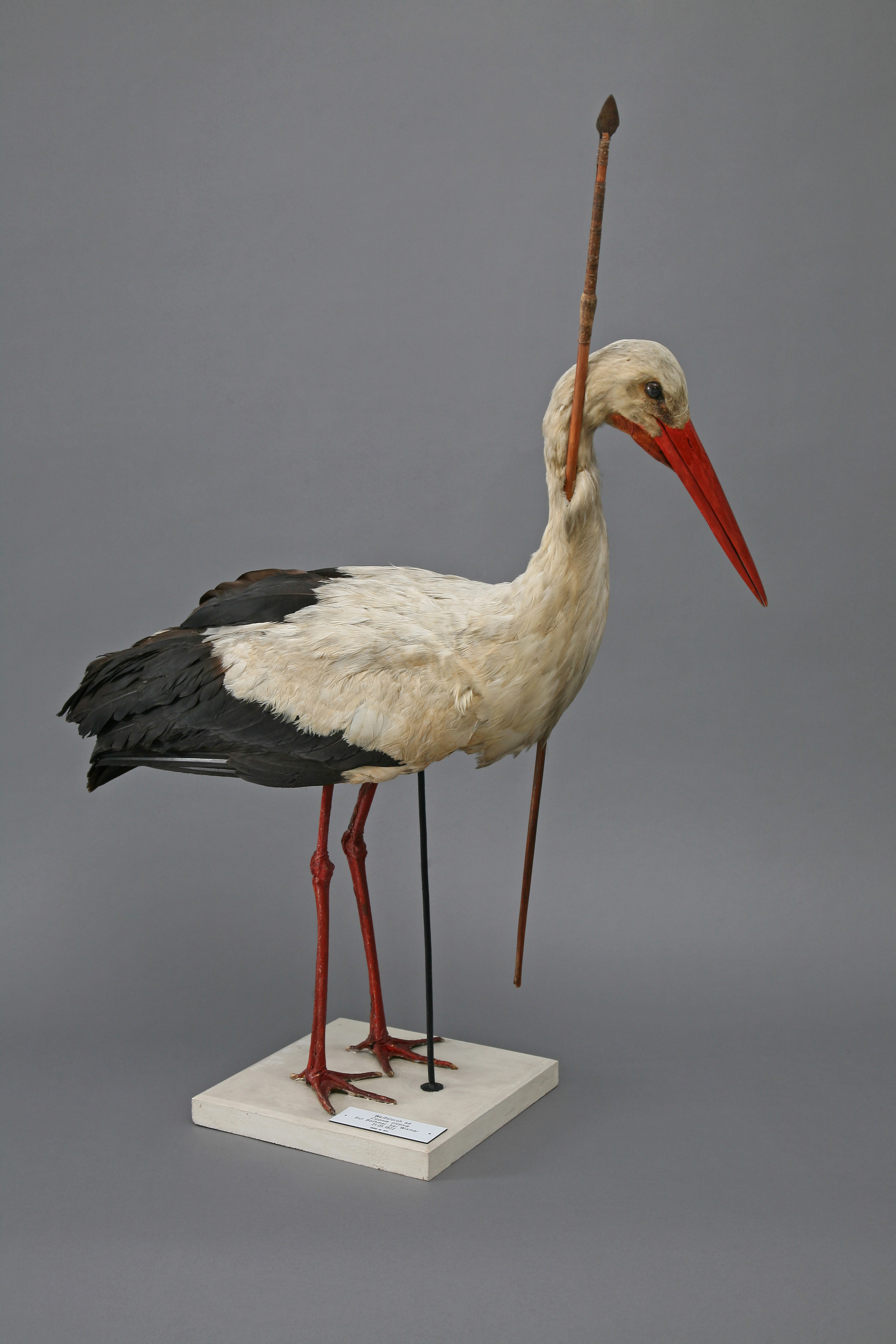
أظهر لقلق سهم روستوك، الذي تم العثور عليه في عام 1822، أن الطيور هاجرت بدلاً من السبات أو تغيير شكلها في الشتاء.

مصطلح لقلق السهم (بالألمانية: Pfeilstorch) هو مصطلح ألماني يطلق على طيور اللقلق التي أصيبت بسهم أثناء فصل الشتاء في إفريقيا، قبل أن تعود إلى أوروبا والسهم عالق في أجسادها. اعتبارًا من عام 2003 حوالي 25 لقلقًا تم توثيقه في ألمانيا.
أول وأشهر لقلق سهم هو طائر اللقلق الأبيض الذي عُثِر عليه في عام 1822 بالقرب من قرية كلوتز الألمانية، في ولاية مكلنبورغ-فوربومرن. كانت تحمل 30 بوصة (76 سـم) رمح من وسط أفريقيا في رقبتها. كانت العينة محشوة، ويمكن رؤيتها اليوم في مجموعة علم الحيوان بجامعة روستوك. لذلك يُشار إليها باسم Rostocker Pfeilstorch.
هذا الطائر كان دليلًا حاسمًا في فهم هجرة الطيور الأوروبية. قبل فهم الهجرة، كافح الناس لتفسير الاختفاء السنوي المفاجئ للطيور مثل اللقلق الأبيض وخطاف المخازن. إلى جانب الهجرة، أشارت بعض النظريات في ذلك الوقت إلى أنها تحولت إلى أنواع أخرى من الطيور، أو الفئران، أو في حالة سبات تحت الماء خلال فصل الشتاء، حتى إن علماء الحيوان في ذلك الوقت روجوا لمثل هذه النظريات. لقلق السهم على وجه الخصوص أثبت أن الطيور تهاجر مسافات طويلة إلى مناطق الشتاء.